# Harriet Pye Esten

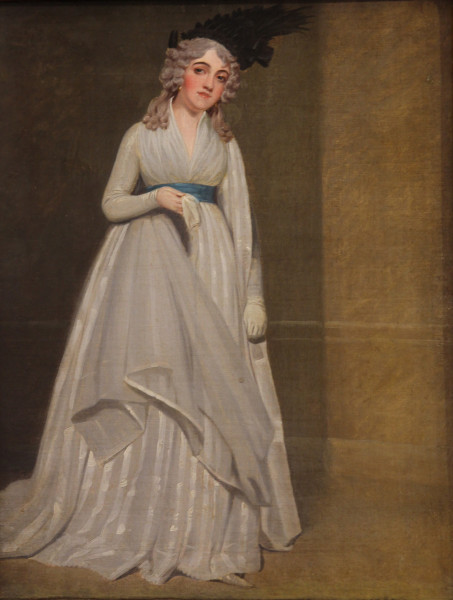

Harriet Pye Esten oder Harriet Pye Scott-Waring (* 1760er? in Tooting, London; † 29. April 1865 in Kensington, ebenda) war eine englische Schauspielerin und kurzzeitig auch Leiterin eines schottischen Theaters.

## Leben
Esten wurde in den 1760er Jahren in dem Londoner Stadtteil Tooting als Tochter von Admiral Sir Thomas Pye und Agnes Maria Bennett (einer Haushälterin und Schriftstellerin, † 1808) geboren. Ihr Vater ging mit Agnes aber keine Ehe ein. Eher war es ein Angestellten- und Liebesverhältnis.
1784, mutmaßlich im Alter von 19 Jahren, heiratete sie den Marineangehörigen James Esten. Esten wurde durch ihre Mutter in der Schauspielkunst nicht nur unterwiesen, sie begleitete ihre Tochter auch während ihrer Karriere. Harriet Esten trat zum ersten Mal in Bath und in Bristol auf, bevor sie zum Theatre Royal nach Dublin ging. Während sie dort weilte, handelte sie und ihre Mutter 1789 die formelle Scheidung von James Esten aus. Hierbei half, dass James Esten hochverschuldet war und die Agnes Maria seine Schulden beglich und so sein Einverständnis zur Scheidung erhielt. James Esten wanderte anschließend in die Karibik aus (und erholte sich dort finanziell).
Im folgenden Jahr trat Harriet Esten zum ersten Mal in London auf. Im Covent Garden erschien sie am 20. Oktober als Rosalinde in dem Shakespeare-Stück Wie es euch gefällt. Damit brillierte sie bereits in York. In London lebte und spielte sie zunächst ein Jahr lang auf ihre eigenen Kosten, erhielt dann aber einen Vertrag auf drei Jahre, welcher ihr 11 Pfund in der Woche einbrachte.

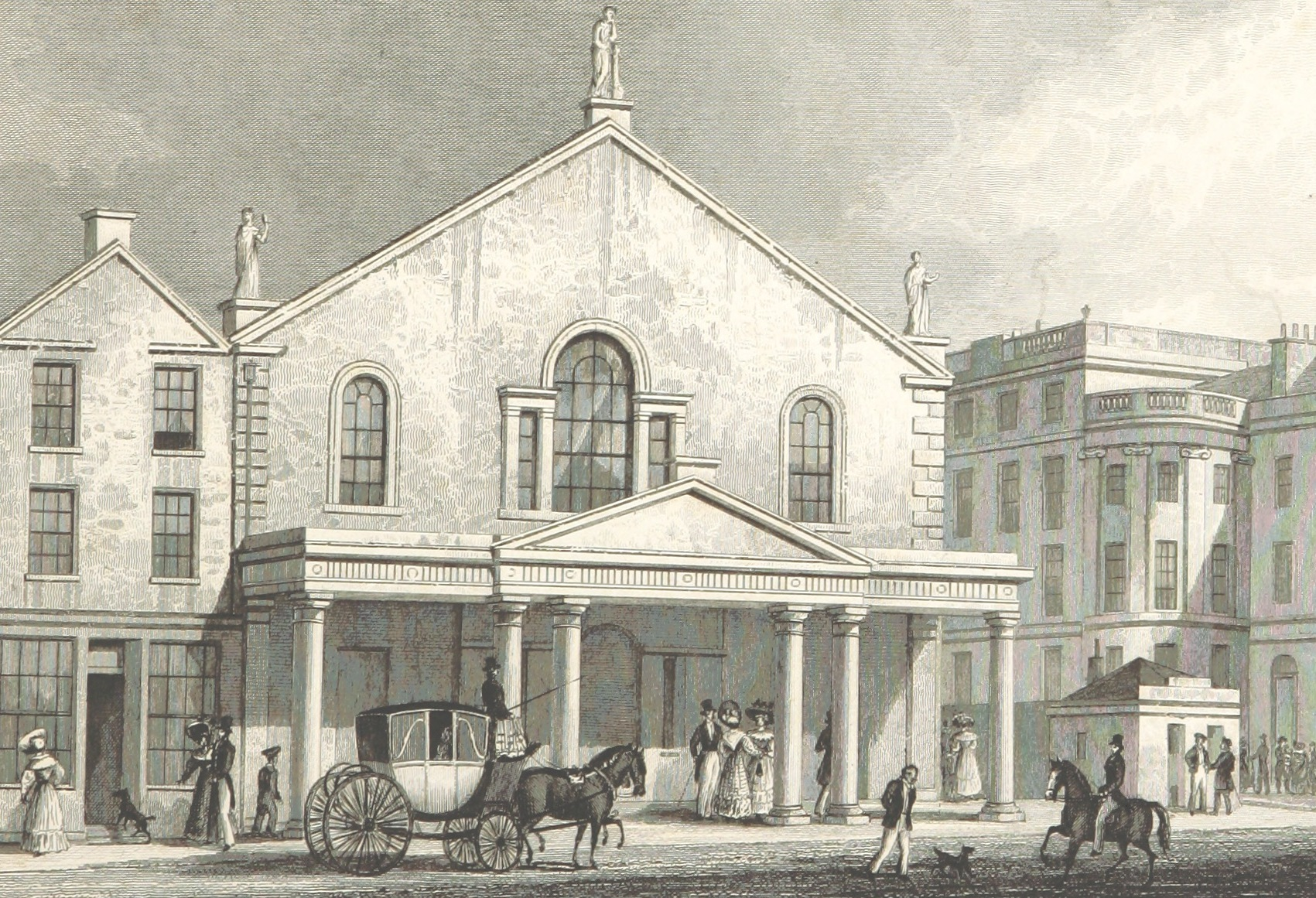
Das Theatre Royal in Edinburgh

Im Juli 1792 übernahm sie die Pacht des Theatre Royal im schottischen Edinburgh und somit auch gleich die Theaterleitung. Letztere hatte zuvor Stephen Kemble inne,  wurde aber von Estens Freund Douglas Hamilton, 8. Duke of Hamilton nolens volens von seinen Aufgaben entbunden. Allerdings führte, aufgrund ihrer schauspielerischen Verpflichtungen am Covent Garden, dann nicht Esten die Geschäfte, sondern ihre Mutter (was allerdings von der Presse nicht goutiert wurde). 1794 empfing sie ein Kind von dem Duke. Sie gab dann die Theaterleitung an Kemble zurück im Gegenzug für die Zahlung von jährlichen 200 Pfund. Am 1. August 1799 starb der Duke und verfügte für Harriet eine jährliche Leibrente von 3000 Pfund.
Sie trat noch mal in den Jahren 1802–1803 in Edinburgh auf, dies markierte aber auch das Ende ihrer Bühnenkarriere.
Am 15. Oktober 1812 heiratete sie das ehemalige Member of Parliament John Scott-Waring. Er war politischer Stellvertreter Warren Hastings’ und Esten seine dritte Ehefrau. Beide hatten zwei Kinder. Er starb 1819.
1820 heiratete ihre Tochter, Anne Douglas-Hamilton, den Politiker Henry Westenra, 3. Baron Rossmore.
Harriet Pye Esten starb am 29. April 1865 im Alter von mutmaßlich 100 Jahren in ihrem Haus im Londoner Stadtteil Kensington (No 36, Queens Gate Terrace). Erst anhand ihres Totenscheins konnte das Datum ihrer Geburt ungefähr rückdatiert werden.

## Auftritte (Auswahl)
- 19. Juni 1786, Bristol als Alicia in „The Tragedy of Jane Shore“ (von Nicholas Rowe 1714), ihr Bühnendebüt.
- 26. Juni 1786, Bristol als Letitia Hardy in „The Belle’s Stratagem“ (von Hannah Cowley, 1780)
- 14. Oktober 1786, Bath ... dito
- 11. Januar 1787, Bath als Widow Belmore in „The Way to Keep Him“ (Komödie von Arthur Murphy, 1760)
- kurz darauf, Bath als Miss Tittup in „Bon Ton or High Life Above Stairs“ (Komödie von David Garrick, 1775)
- 3. März 1787, Bath als Roxalana in „The Sultan or A Peep into the Seraglio“ (von Isaac Bickerstaffe, 1775)
- 21. April 1787, Bath als Beatrice in „Much adoe about Nothing“ (Viel Lärm um nichts) (von William Shakespeare, 1598)
- 1. Mai 1787, Bath als Lady Morden in „Seduction“ (von Thomas Holcroft, 1787)
- 2. Juli 1787, Bristol als Roxalana (The Sultan) und die Hauptrolle in „Isabella, or The Fatal Marriage“ (von Thomas Southerne, 1694)[9]
- Sommer 1787, Bristol
  - als Belvidera in „Venice Preserv’d“ (von Thomas Otway, 1682)
  - als Lady Bab Lardoon  in „The Maid of the Oaks“ (von John Burgoyne, 1774)
  - als Juliet in Romeo and Juliet (von William Shakespeare, 1597)
  - als Maria in „The Citizen (1761)“ (von Arthur Murphy, 1761)
  - als Mrs Oakly in „The Jealous Wife“ (von George Colman der Ältere, 1761)
  - als Alicia in „The Tragedy of Jane Shore“ (von Nicholas Rowe 1714)
- August/September 1788, Cork,  als Lady McBeth in Macbeth (von William Shakespeare, 1606)
- August/September 1788, Cork als Beatrice in „Viel Lärm um nichts“ (von William Shakespeare, 1598)
- Sommer 1789, Waterford als Juliet (Romeo und Julia), Rosalind (As You like it), Desdemona (Othello) und Belvidera (Venice Preserv'd)
- 19. Januar 1790, Edinburgh Auftritt als Julia (welches ihren Ruf festigte)
- 13. März 1790, Edinburgh als Beatrice in „Viel Lärm um Nichts“ (von William Shakespeare, 1598)
- 29. März 1790, Edinburgh als Widow Belmore in „The Way to Keep Him“ (Komödie von Arthur Murphy, 1760)
- 19. Mai 1790, York als Monimia in „The Orphan“ (von Thomas Otway, 1680)
- 20. Oktober 1790, London (Royal Opera House) als Rosalind in „Wie es euch gefällt“ (von William Shakespeare, 1599)
- 29. Oktober 1790, London (Royal Opera House) als Indiana in „The Conscious Lovers“ (von Richard Steele, 1722)
- 29. Oktober 1790, London (Royal Opera House) als Roxalana in „The Sultan or A Peep into the Seraglio“ (von Isaac Bickerstaffe, 1775)
- 15. Februar 1991, London (Royal Opera House)  als Letitia Hardy in „The Belle's Stratagem“ (von Hannah Cowley, 1780)
- 14. April 1792, London (Royal Opera House) als Moggy McGilpin in „The Highland Reel“ (komische Oper von John O’Keefe, 1790)
- 1792, London (Royal Opera House) als Biddy Tipkin in „The Tender Husband or Accomplished fools“ (von Richard Steele, 1791)
- 28. August 1792, London (Theatre Royal Haymarket) als Roxalana in „The Sultan“ (von Isaac Bickerstaffe, 1775)
- 1792–1793 folgte ihre dritte Spielzeit am Royal Opera House in Covent Garden mit all ihren bekannten Darstellungen.

Hinzu kam die Rolle als Betty Modish in „The Careless Husband“ (Komödie von Colley Cibber, 1704); Nelti in der Premiere von „Columbus, or A World Discovered“ (von Thomas Norton, 1792); Violante in „The Wonder: A Woman Keeps a Secret“ (von Susanna Centlivre, 1714); Clarinda in „The Suspicious Husband“ (Komödie von Benjamin Hoadly, 1747) und die der Luciana in Die Komödie der Irrungen (von William Shakespeare, 1594)
- 23. Juni 1793, Edinburgh als Indiana in „The Conscious Lovers“ (von Richard Steele, 1722) und als Roxalana in „The Sultan“ (von Isaac Bickerstaffe, 1775), dies markiert ihr erstmaliges Auftreten im Theatre Royal, nach ihrer Geschäftsübernahme im Juli 1792.
- Im Juli 1793 spielte sie dort in weiteren Shakespearestücken.
- 11. Oktober 1793, London (Royal Opera House) als Fanny in „The Clandestine Marriage“ (von George Colman der Ältere und David Garrick, 1766)
- danach als Widow Belcour in „The way to keep him“ (von Arthur Murphy, 1760); als Rosa in „How to Grow Rich“ (von Frederick Reynolds, 1793); als Marianne in „The Dramatist“ (von Frederick Reynolds, 1789);  als Lady Harriet in „The Funeral Or Grief A La Mode“ (von Richard Steele, 1701); als Lady Dainty in „The double gallant“ (von Colley Cibber, 1707); als Luisa in der Premiere von „The World in a Village“ (von John O’Keeffe, 1794), mit einem von ihr verfassten und vorgetragenen Epilog[10]; als Miss Wooburn in der Premiere von „Everyone has his Fault“ (von Elizabeth Inchbald, 1793); als Paulina in „Love's frailties“ (von Thomas Holcroft, 1794) und als Cornelia in König Lear (von William Shakespeare, 1605)
- 29. April 1794, London (Royal Opera House) als Indiana  in „The Conscious Lovers“ (von Richard Steele, 1722), ihr einziger Auftritt in ihrer Spielzeit an diesem Theater
- im Winter 1802 auf 1803 nahm sie im Edinburgher Theatre Royal ihren Abschied von der Bühne